# Shamima Nazneen
Shamima Nazneen (bengali : শামীমা নাজনীন) est une actrice bangladaise de cinéma, de théâtre et de télévision. En 2013, elle remporte un prix Meril Prothom Alo (en) pour son rôle dans le film Ghetuputra Komola (en) (2012).

## Biographie
Nazneen obtient une maîtrise de physique à Eden College (Dacca) en 1994. Elle rejoint la troupe de théâtre Nagarik Natya Sampradaya en 1996.

## Filmographie (au cinéma)
- 2012 : Pita - The Father
- 2012 : Chorabali
- 2012 : Ghetuputra Komola
- 2005 : Shyamol Chhaya
- 2001 : Dui Duari
- 1999 : Srabon Megher Din